# Kathleen Lyttelton
Mary Kathleen Lyttelton (née Clive ; 27 février 1856 - 12 janvier 1907) est une militante, éditrice et écrivaine britannique. Elle consacre une grande partie de sa vie à lutter pour le droit de vote des femmes et pour l'amélioration de la vie des femmes en général .
Après une période de 11 ans à Cambridge, en tant qu'épouse du premier maître du Selwyn College Arthur Lyttelton, elle se concentre sur son travail d'écriture et au comité des femmes. Dans son livre de 1901, Les femmes et leur travail, elle soutient que l'éducation des femmes est « essentielle à leur véritable progrès », le droit de vote étant une partie nécessaire de cette éducation.

## Jeunesse
Mary Kathleen Clive est née le 27 février 1856 à Belgravia, à Londres  . Elle est la fille du juge et homme politique libéral George Clive, et d'Ann Sybella Martha Farquhar  .
Malgré les appréhensions initiales de son père, en 1880, elle épouse l'honorable Arthur Lyttelton  alors tuteur au Keble College d'Oxford. Heureusement, le mariage s'avère solide et le couple a trois enfants : Margaret Lucy (1882),  Archer Geoffrey (1884),  et Stephen Clive (1887)  .

## Cambridge
En 1882, Kathleen et Arthur s'installent dans le tout nouveau Selwyn College de Cambridge, où Arthur a été nommé maître. Lorsqu'ils emménagent, le collège n'est encore qu'un chantier de construction, seule la façade ouest étant achevée. Au départ, ils se contentent d'une suite de chambres d'étudiants adaptées jusqu'à la construction de la Master's Lodge .
Kathleen fonde l'Association de Cambridge pour le suffrage des femmes (CAWS) avec Millicent Fawcett en 1884,  et Fawcett l'encourage à rejoindre l'exécutif de la Société centrale pour le suffrage des femmes . Elle est également active au sein du Cambridge Women's Refuge, en aidant à collecter des fonds pour ce qui allait devenir l'Association de Cambridge pour le soin des filles, qui vise à fournir aux filles locales pauvres une aide pratique en matière d'économie domestique et d'alphabétisation .
En 1890, avec son amie proche Louise Creighton, Kathleen fonde la Cambridge Ladies Dining Society, un groupe de partisans de l'éducation des femmes qui fait activement campagne pour que l'université décerne des diplômes aux femmes ; la plupart sont également de fervents partisans du suffrage féminin. Les membres de la société comprennent Caroline Jebb, Eleanor Mildred Sidgwick et Mary Paley Marshall .
Au cours de leurs années à Selwyn, les Lyttelton aident également à développer la College Music Society et ils soutiennent le Boat Club (dont les couleurs ont été choisies par Kathleen) .

## Lancashire
La famille quitte Cambridge en 1893 après 11 ans à Selwyn, et Arthur prend le poste de vicaire de l'église paroissiale Eccles dans le Lancashire. En 1895, avec Arthur, Kathleen fonde et devient plus tard présidente du comité exécutif du Manchester and Salford Women's Trade Union Council, une organisation dont le but est d'enquêter sur les conditions de travail et d'organiser les travailleurs à bas salaire en syndicats. Christabel Pankhurst et CP Scott sont membres du conseil.
Elle lance la branche Eccles de la Cooperative Women's Guild et devient vice-présidente de la National Union of Women Workers, tout en rejoignant le comité de la Manchester National Society for Women's Suffrage. En tant que Poor Law Guardian active, elle se plaint que les responsables de la ville de Manchester « faisaient un clin d'œil à la pollution de l'atmosphère » .
Le cours de Kathleen pour la Manchester School of Domestic Economy intitulé Common Sense For Housewives: Girls' Life after Leaving School est publié par l'école en 1896  .

## Hampshire
Après qu'Arthur ait été nommé évêque suffragant de Southampton en 1898, la famille revient vers le sud  à Petersfield, Hampshire.
Kathleen est élue présidente du Syndicat national des travailleuses en 1900  et de nouveau en 1901 .
Le livre de Kathleen Women and Their Work,  publié en 1901, est imprégné de ses profondes croyances religieuses . Elle y insiste sur l'importance de l'éducation des femmes et la nécessité de l'engagement et de la conviction ; elle fait valoir que si la vie difficile des femmes de la classe ouvrière conduirait naturellement à la formation d'opinions précises, la vie abritée et facile des femmes des classes moyennes et supérieures ne conduisait pas naturellement à une telle conviction. Elle écrit que « le refus du droit de vote est très préjudiciable au bon développement des femmes, et que l'éducation donnée par le vote est essentielle à leur véritable progrès »,  prévoyant que « la perplexité passera au fil des années, et l'ampleur même de la tâche surgira avec le temps et réveillera ces femmes qui y sont encore indifférentes" .
Après la mort d'Arthur en février 1903, Kathleen édite un recueil de ses essais intitulé Modern Poets of Faith, Doubt and Paganism (1904)  .

## Londres
En juin 1903, elle devient rédactrice en chef de la section féminine d'un hebdomadaire anglicane appelé The Guardian, dans lequel elle est la première à revoir et à publier les premiers écrits de Virginia Stephen (plus tard Virginia Woolf). Virginia est d'abord hésitante et reconnaissante, mais à la fin de 1905, elle est suffisamment confiante pour se plaindre que Mme L " enfonce son large pouce au milieu de mes phrases et améliore le ton moral " .
Kathleen déménage dans une maison à Gower Street, à Londres, près de celle de Millicent Fawcett avec qui elle publie Why Women Want the Vote en 1906.

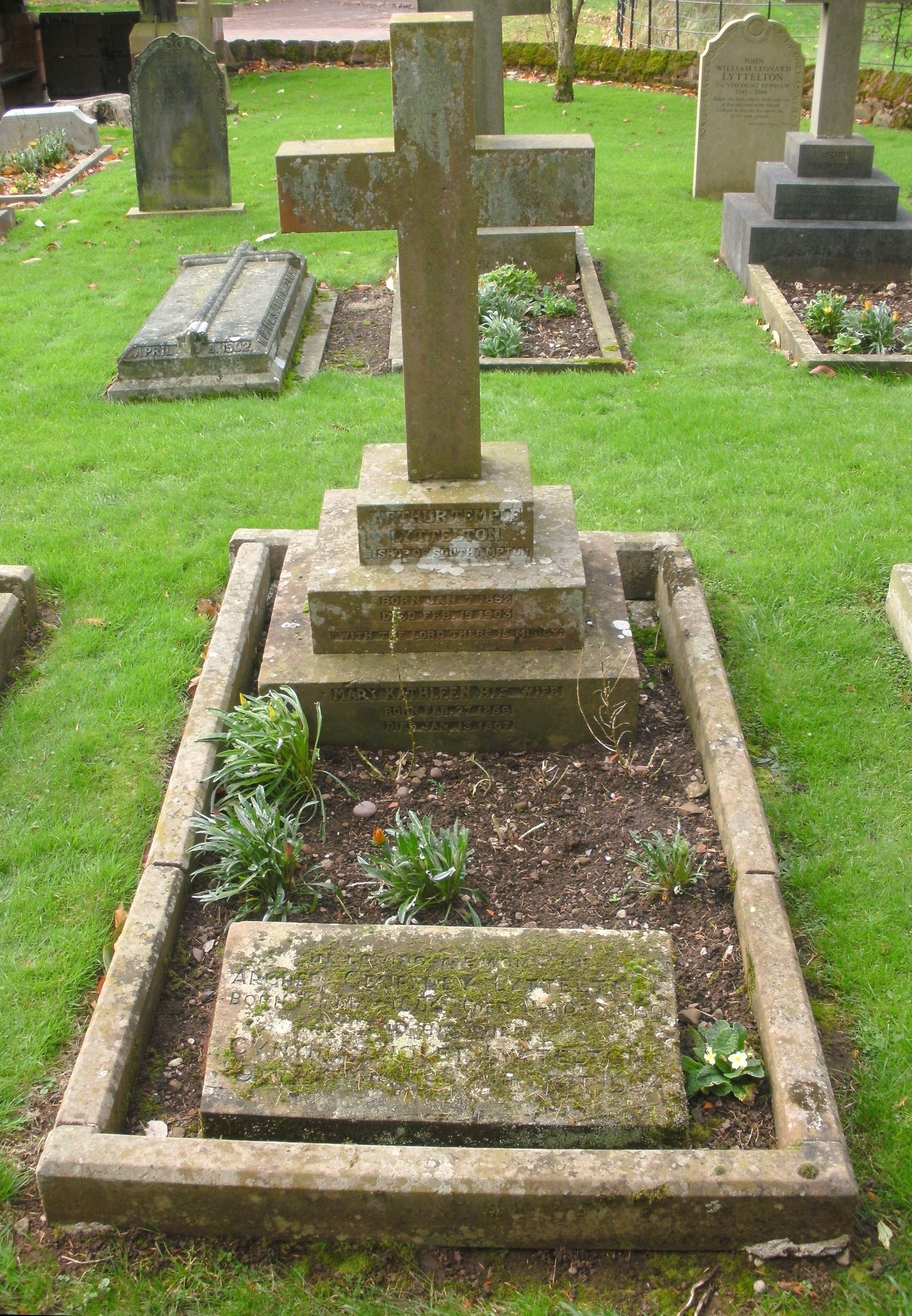
Tombe de Kathleen Lyttelton à l'église St John the Baptist à Hagley

## Décès
Kathleen est décédée à l'âge de 50 ans le 12 janvier 1907, au siège de la famille Clives à Perrystone Court, Herefordshire . Sa nécrologie dans The Times ne fait aucune mention de son travail sur le droit de vote et du TUC, et se concentrait sur son rôle de traductrice savante, "une étudiante considérable en littérature" et une "critique assidue"  . Des nécrologies sont publiées dans The Englishwoman's Review  et The Guardian .

## Publications
- 1886 : Traducteur de la Nature et de la Bible : Conférences sur l'histoire mosaïque de la Création en relation avec les Sciences naturelles par Franz Heinrich Reusch[12].
- 1893 : les légendes ravivées. Un Tannhäuser moderne. Le pont. [13]
- 1896 : Le bon sens pour les femmes au foyer. Un cours de conférences. La vie des filles après avoir quitté l'école. [5]
- 1901 : Les femmes et leur travail. [7],[14]
- 1904 : Préface aux poètes modernes de la foi, du doute et du paganisme, et d'autres essais de son mari Arthur Lyttelton [8]
- 1907 : Éditeur et introduction au Guide spirituel qui démêle l'âme, par Miguel Molinos[15].